# Conferência de Jericó
A Conferência de Jericó (em árabe: مؤتمر أريحا) foi realizada em dezembro de 1948 para decidir o futuro da porção da Palestina que foi realizada pela Jordânia no final da Guerra Árabe-Israelense de 1948, liderada pelo xeque Muhammad Ali Ja'abari. Personalidades pró-jordanianas pediram a anexação da Cisjordânia, incluindo Jerusalém Oriental, à Jordânia.

## História
Em outubro de 1948, o rei Abdullah iniciou uma série de medidas para efetuar a anexação das partes da Palestina que seu exército e outras forças árabes haviam capturado e mantido durante a Guerra Árabe-Israelense de 1948.
O primeiro passo foi uma sessão do congresso em Amã, convocada por iniciativa do governo da Transjordânia, na qual os representantes do rei Abdullah e um grande número de refugiados palestinos pediram um congresso palestino mais amplo para declarar a unidade palestina e reconhecer o rei Abdullah como rei da Palestina. Em 1 de dezembro de 1948, uma conferência em Jericó pediu a anexação do que restava da Palestina sob a coroa hachemita à luz da realidade de que o restante território palestino era efetivamente administrado pela autoridade jordaniana. A Conferência contou com a presença de numerosas delegações, incluindo os prefeitos de Hebron, Belém, Ramallah, o Governador Geral Militar da Legião Árabe, governadores militares de todos os distritos e outros notáveis. O público foi estimado em vários milhares.
Foram propostas seis resoluções, mas apenas quatro foram aprovadas. Eles continham as seguintes disposições:
1. Os árabes palestinianos desejam a unidade entre a Transjordânia e a Palestina árabe e, por conseguinte, manifestam o seu desejo de que a Palestina árabe seja anexada imediatamente à Transjordânia. Eles também reconhecem Abdullah como seu Rei e pedem que ele se proclame Rei de novo território.
2. Os árabes palestinos expressam gratidão aos Estados árabes por seus esforços em favor da libertação da Palestina. (Os delegados indicaram que o objetivo disso era insinuar aos Estados árabes que seu trabalho estava feito).
3. Expressão de agradecimento aos Estados árabes pela sua generosa assistência e apoio aos refugiados árabes palestinianos.
4. Resolva que o propósito da primeira resolução seja transmitido a King imediatamente.

O gabinete e o parlamento da Transjordânia chegaram a acordo nas duas semanas seguintes.

## Reações à resolução

### Apoio
Uma conferência palestina em Ramallah, com a presença pessoal do rei Abdullah em 26 de dezembro de 1948, declarou seu apoio à resolução da Conferência de Jericó, assim como uma conferência subsequente de Nablus, pedindo a unificação das duas margens do Jordão sob a coroa hachemita.
O término do Mandato Palestino deu aos árabes da Palestina a oportunidade de exercer seu direito à autodeterminação. Isso significava que eles poderiam determinar seu próprio status político e formar ou dissolver sindicatos entre si ou com outros estados.
Em dezembro de 1948, o Secretário de Estado autorizou o cônsul dos EUA em Amã a informar o rei Abdullah e os funcionários da Transjordânia de que os EUA aceitavam os princípios contidos nas resoluções da Conferência de Jericó e que os EUA viam a incorporação com a Transjordânia como a disposição lógica da Palestina árabe. Posteriormente, os Estados Unidos estenderam o reconhecimento de jure ao Governo da Transjordânia e ao Governo de Israel no mesmo dia, 31 de janeiro de 1949.  O Relatório por País do Departamento de Estado de 1950 sobre a Jordânia disse que o rei Abdullah havia tomado medidas sucessivas para incorporar a área da Palestina Central à Jordânia e descreveu a resolução do Parlamento jordaniano sobre a união da Palestina Central com a Jordânia. O relatório diz que os EUA informaram reservadamente os ministros das Relações Exteriores britânico e francês de que aprovaram a ação e que "ela representou um desenvolvimento lógico da situação que ocorreu como resultado de uma livre expressão da vontade do povo".  Os principais problemas que preocupavam os Estados Unidos eram o estabelecimento de relações pacíficas e amigáveis entre Israel e a Jordânia e a absorção bem-sucedida na política e economia da Jordânia da Palestina árabe, seus habitantes e a maior parte dos refugiados agora localizados lá.

### Oposição
A Liga Árabe condenou a Conferência de Jericó e a imprensa síria considerou a sua resolução uma violação da autodeterminação. O primeiro-ministro iraquiano, Nuri as-Said, pediu ao rei Abdullah que mantivesse seus movimentos em direção à anexação, o que conseguiu atrasar a implementação dos planos de unidade da Transjordânia por um ano e meio. O Hajj Amin al-Husseini protestou contra as medidas do rei Abdullah, declarando-as nulas e pedindo boicote, mas sua voz foi ignorada.

## Unificação
Notáveis de Ramallah e Jerusalém, em particular, estavam relutantes em dar ao rei Abdullah uma carta branca. Embora estivessem dispostos a reconhecê-lo como monarca, eles não estavam dispostos a desistir de sua reivindicação para toda a Palestina, e se recusaram a endossar sua política de consolidar a partição.
O governo da Transjordânia gradualmente assumiu as funções civis da Cisjordânia, pagando os salários dos funcionários públicos e absorvendo os governadores locais no que passou a ser chamado de Reino Hachemita da Jordânia. Em fevereiro de 1949, a Lei da Nacionalidade Jordaniana foi alterada para conceder a todos os palestinos a cidadania jordaniana.